# Cariniocoris geminatus
Cariniocoris geminatus är en insektsart som först beskrevs av Knight 1929.  Cariniocoris geminatus ingår i släktet Cariniocoris och familjen ängsskinnbaggar. Inga underarter finns listade i Catalogue of Life.